# Orobitis cyaneus
Orobitis cyaneus är en skalbaggsart som först beskrevs av Carl von Linné 1758.  Orobitis cyaneus ingår i släktet Orobitis, och familjen vivlar. Arten är reproducerande i Sverige.